# Red Sebastian
Seppe Guido Yvonne Herreman (* 13. května 1999 Ostende), profesionálně známý jako Red Sebastian je belgický zpěvák a textař, který s písní „Strobe Lights“ reprezentoval Belgii na Eurovision Song Contest 2025.

## Kariéra
Herreman se narodil 13. května 1999 v pobřežním městě Ostende v Belgii. V roce 2013 se ve svých čtrnácti letech zúčastnil druhé řady televizní soutěže Belgium’s Got Talent vysílané na vlámském kanálu VTM, kde se dostal se svou skladbou „Ain’t No Other Man“ od americké zpěvačky Christiny Aguilery až do finále. Po maturitě studoval zpěv na Královské akademii výtvarných umění (KASK) v Gentu, kde jej mimo jiné vyučoval vlámský zpěvák Gustaph, belgický reprezentant na Eurovizi 2023. Od svých devíti let také hraje na klavír.
V roce 2019 pokračoval ve své kariéře již pod pseudonymem Red Sebastian, který je inspirovaný červeným krabem Sebastianem se vtipným jamajským přízvukem z disneovky Malá mořská víla z roku 1989, jehož byl Herreman v dětství velkým fanouškem. V roce 2021 vydal své debutové album You, na němž se hlavním singlem stala skladba „Embrace Me“. V roce 2024 se zúčastnil talentové soutěže Sing Again na kanálu VTM, kde postoupil do finále.

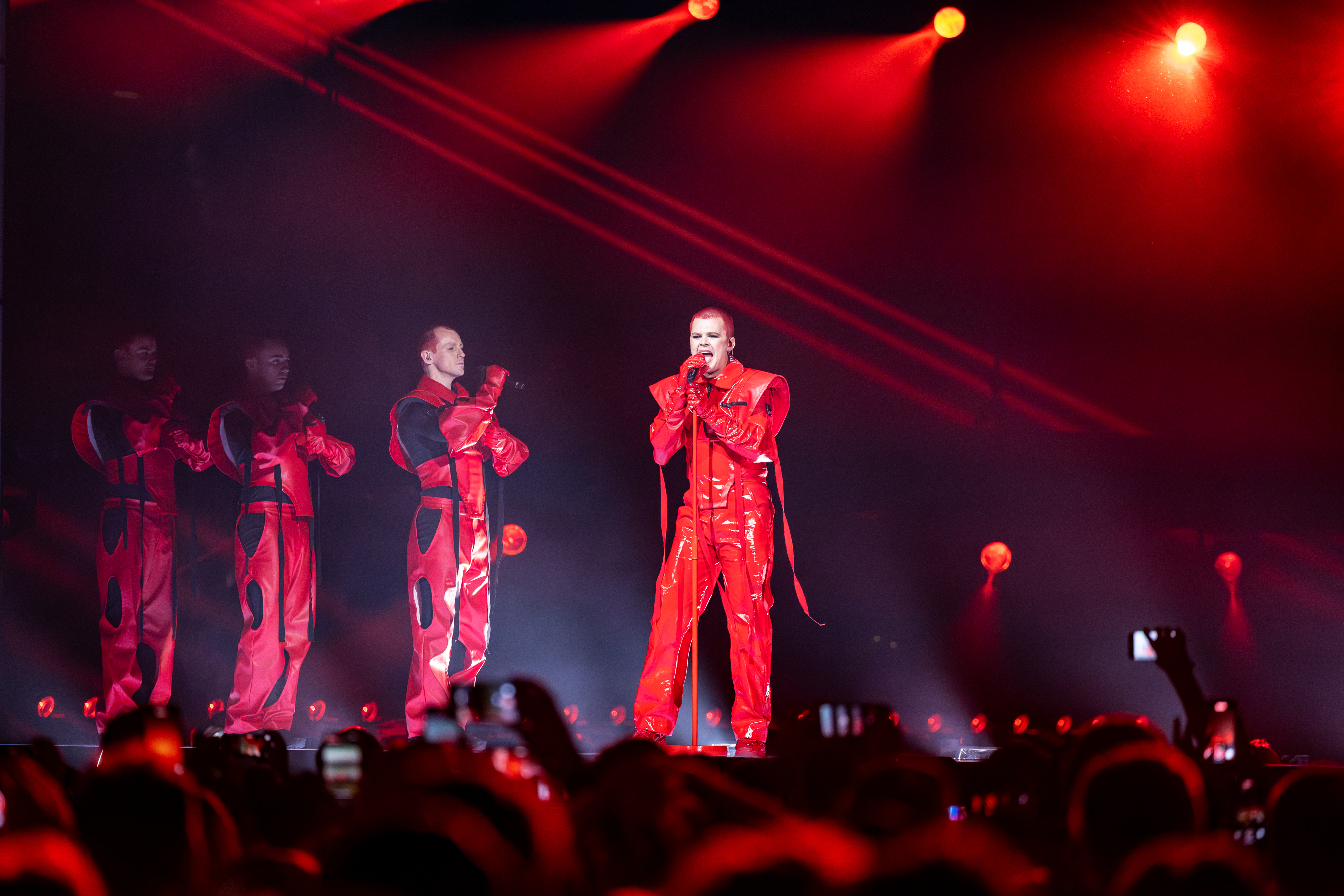
Red Sebastian při vystoupení s písní „Stroble Lights“ na Eurovizi 2025

V roce 2025, poté co podepsal smlouvu s nahrávací společností CNR Records, se stal jedním z osmi finalistů televizní soutěže Eurosong 2025, vysílané na vlámském kanálu VRT 1, se svou písní „Strobe Lights“. Ta je jeho poctou belgické raveové kultuře. Soutěž nakonec se ziskem 423 bodů vyhrál, čímž získal právo reprezentovat Belgii na Eurovision Song Contest 2025. Na Eurovizi soutěžil v prvním semifinále dne 13. května 2025, kde se mu však nepodařilo postoupit do velikého finále – se ziskem 23 bodů obsadil 14. místo z 15 účastníků.

## Osobní život
Žije ve městě Gent, společně se svým kocourem Duchessem. Za svůj největší hudební idol považuje Christinu Aguileru, rád má karaoke. Identifikuje se jako člen LGBTQ+ komunity.

## Diskografie

### Alba
- 2021 – You

### EP
- 2023 – Bedroom Secrets

### Singly
- 2021: „Embrace Me“
- 2021: „Fading Away“
- 2021: „Keep Going Back to You“
- 2021: „Some Kinda Way“
- 2021: „You“
- 2023: „Letting Go“
- 2023: „Soft Suede“
- 2023: „Appetite“
- 2024: „In Your Eyes“
- 2025: „Strobe Lights“
- 2025: „Slay“